# عساف القرنی
عساف القرنی (انگلیسی: Assaf Al-Qarni؛ زادهٔ ۲ آوریل ۱۹۸۴) یک ورزشکار اهل عربستان سعودی است.
از باشگاه‌هایی که در آن بازی کرده‌است می‌توان به باشگاه فوتبال الاتحاد، باشگاه فوتبال الوحده عربستان سعودی، و تیم ملی فوتبال عربستان سعودی اشاره کرد.
وی همچنین در تیم‌های ملی فوتبال عربستان سعودی ۱۲:۳۱، ۱۷ آوریل ۲۰۱۶ (UTC) بازی کرده است.